# Weggrößenverfahren
Das Weggrößenverfahren (auch Deformationsmethode, Deformationsverfahren nach Ostenfeld, Steifigkeitsmethode, Verschiebungsgrößenverfahren oder Formänderungsgrößenverfahren) ist ein allgemeines Rechenverfahren der Baustatik zur Berechnung statisch bestimmter als insbesondere auch statisch unbestimmter Systeme. Das Weggrößenverfahren verwendet Knotenverdrehungen und -verschiebungen.
Im Gegensatz zum Kraftgrößenverfahren, das ihm vorherging und von Heinrich Müller-Breslau in Berlin favorisiert wurde, werden hier nicht Kräfte, sondern Verschiebungen variiert. Es wurde Ende des 19. Jahrhunderts von Christian Otto Mohr in Dresden favorisiert, was zu einem heftig ausgetragenen Streit mit Müller-Breslau führte. Beide Verfahren waren baupraktische Verfahren zur Berechnung von Rahmentragwerken. Sie sind im Wesentlichen äquivalent, wie Georg Prange 1916 zeigte (sie sind „dual“ zueinander). Das Weggrößenverfahren, auch Deformationsmethode genannt, wurde unter anderem durch die dänischen Bauingenieure Axel Bendixsen und Asger Ostenfeld in baupraktische Form gebracht. Viel später wurden sie Basis der Finite Elemente Methode in den meisten bautechnischen Anwendungen.
Das Weggrößenverfahren ist im Grunde das Gegenstück zum Kraftgrößenverfahren. Im Unterschied zum Kraftgrößenverfahren, bei dem aus dem Gleichungssystem der Formänderungsbedingungen unbekannte Kraftgrößen ermittelt werden, treten beim Drehwinkelverfahren Formänderungen als Unbekannte auf, die aus Gleichgewichtsbedingungen zu berechnen sind.

## Drehwinkelverfahren
Das Drehwinkelverfahren ist ein allgemeines Rechenverfahren der Baustatik zur Berechnung statisch bestimmter als insbesondere auch statisch unbestimmter Systeme. Bei dem Drehwinkelverfahren, werden die Schnittgrößen in Abhängigkeiten von Drehwinkeln berechnet. Wenn man die Schnittgrößen in Abhängigkeit von den unbekannten geometrischen Größen definiert hat, kann man mithilfe der Gleichgewichtsbedingungen die unbekannten geometrischen Größen berechnen und somit auch die Schnittreaktionen.
Das Drehwinkelverfahren ist ein Spezialfall des Weggrößenverfahrens, bei dem Drehwinkel, jedoch keine Verschiebungen auftreten, deshalb muss für das Drehwinkelverfahren eine Dehnsteifigkeit gleich unendlich {\displaystyle EA=\infty } vorliegen. Wenn das fiktive Gelenksystem, also das Starrkörpersystem wo an jeder Stabverbindungsstelle ein Drehgelenk eingefügt wird, unverschieblich ist, gibt es als unbekannte Drehwinkel ausschließlich unbekannte Knotendrehwinkel. Für jeden (linear unabhängigen) Freiheitsgrad, das das fiktive Gelenksystem hat, wird zusätzlich noch je einen (linear unabhängigen) Stabsehnendrehwinkel.
Das Drehwinkelverfahren ist ein analoges Verfahren zum Kraftgrößenverfahren, bei dem statisch unbestimmte Systeme in Abhängigkeit von unbekannten geometrischen Größen, anstatt wie beim Kraftgrößenverfahren, in Abhängigkeit von unbekannten Kraftgrößen definiert wird.

## Prinzip der virtuellen Verschiebungen (PVV)
Beim Prinzip der virtuellen Verschiebungsgeschwindigkeiten (Verschiebungen), werden virtuelle Verschiebungsgeschwindigkeiten (Verschiebungen) für jeden Freiheitsgrad eingefügt. Jede diese virtuellen Verschiebungsgeschwindigkeiten (Verschiebungen) leistet an realen Kräften eine virtuelle Leistung (Arbeit). Nur dann, wenn das System im Gleichgewicht ist, darf jede Verschiebungsgeschwindigkeit (infinitesimale Verschiebung) keine Leistung (Arbeit) an dem System verrichten. Also wenn die Arbeit einer Verschiebungsgeschwindigkeit (infinitesimale Verschiebung) gleich Null ist, ist das System im Gleichgewicht, daraus kann man die realen Kräfte errechnen, damit ein System in Gleichgewicht ist.
Da man in rechenoptimierten Fassungen des PVVs die Arbeit in Abhängigkeit von der virtuellen Verschiebung linearisiert, darf die virtuelle Verschiebung beliebig sein, weshalb man sie oft zu 1 (dimensionslos) setzt. Diese Linearisierung ist bei Verschiebungsgeschwindigkeiten im Allgemeinen unabhängig, da die realen Kräfte eines elastoplastischen Systems nur von der Verschiebung, jedoch nicht von Verschiebungsgeschwindigkeiten abhängen.